# Carlos Lema Garcia
Carlos Lema Garcia (São Paulo, 30 de junio de 1956) es un obispo católico brasileño, incardinado en la Prelatura del Opus Dei. Obispo auxiliar de São Paulo (desde 2014) y Vicario Episcopal del Vicariato Episcopal para la Educación y la Universidad.

## Biografía
Solicitó su admisión en la Prelatura Personal del Opus Dei a los dieciocho años. Participó en el equipo de apoyo a la visita pastoral a Brasil de san Josemaría Escrivá, fundador del Opus Dei, a quien conoció personalmente.Se licenció en Derecho Civil por la Universidad de São Paulo en 1979. Comenzó a realizar cursos de filosofía y teología en el Studium Generale de la Prelatura del Opus Dei en Brasil y completó Estudios Institucionales en Teología entre 1983-1984, en el Seminario Internacional de la Prelatura del Opus Dei en Roma.
Fue ordenado sacerdote por el Papa Juan Pablo II en la Basílica de San Pedro de Roma, el 2 de junio de 1985. Convivió con el primer Obispo Prelado del Opus Dei, Álvaro del Portillo (1983-1987). Obtuvo su doctorado en Teología Dogmática en el Centro Académico Romano de la Santa Cruz, hoy Universidad Pontificia de la Santa Cruz (Roma, 1987). Es profesor en el Studium Generale de la Prelatura del Opus Dei (desde 1985), y profesor extraordinario de Teología Moral y Teología Espiritual en el Studium Generale (desde 1998) . Fue Director Espiritual del Opus Dei en Brasil (2010-2014).
Fue nombrado obispo titular de Álava, para ejercer el cargo de obispo auxiliar de la Archidiócesis de São Paulo el 30 de abril de 2014, por el Papa Francisco.Fue ordenado obispo en la Catedral Metropolitana de São Paulo por Dom Odilo Scherer, cardenal-arzobispo de São Paulo, el 29 de junio.